# Kelgyest
Kelgyest északi csángó település Romániában, Neamț megyében, Románvásártól nem messze. Ez az egyetlen északi csángó falu, ahol még ma is a lakosság többsége (több, mint 75%-a) beszéli az ősi, archaikus magyar nyelvet.

## Fekvése
A Moldva-folyó bal partján, a Csurlik-patak közelében, Románvásártól északnyugatra, Szabófalvától 4 km-re, Kohára, Bírófalva, Simionest szomszédjában fekvő település.

## Története
A Moldva-folyó völgyében fekvő Kelgyeszt nevét az oklevelek 1585-ben említették először Childesti néven.
1587-ben egy Jászvásáron kelt oklevél említette, mely szerint Sánta Péter vajda az előtte királyi birtokként számontartott Kelgyest az Agapia kolostornak adományozta, ezt később oklevél is megerősítette. 1611-ben Manole várnagy a birtokot 650 aranyért eladta Chirita Paledogunak, aki a birtokot 1620-ban az Agapia kolostornak adományozta. A település 1864-ig az Agapia kolostor birtokai közé tartozott. 
A település első katolikus lakóiról 1776-ból származó oklevelekből maradt fenn adat: 
Az Izvorul „All isvor” (a forrás) nevű helyen 30 telket említettek, amelyen a Szabófalvai közösséghez tartozó - valószínűleg erdélyi menekültek itt a források közelében telepedtek le, s később onnan költöztek aztán Kelgyestre, mivel Izvorul települést csak 1790-ig említették az oklevelekben. A szabófalvai csángók azonban ma is Izvoroknak nevezik Kelgyest falut.
Kelgyest a "Bandinus-utáni" települések egyikének tartják, mint például Bírófalva, Halasfalva, Jugány vagy Kohára, melynek - a feltevések szerint - katolikus lakói a 18. század elején érkeztek Szabófalva, Tamásfalva, Egyedfalva és Domafalva településekről menekültek, majd a Moldva-folyó bal parti árterén telepedtek le, hogy az agapiai kolostor földjein dolgozzanak és az ottani malom-révet őrizzék. Míg más feltételezés szerint a falu előbb egyszerű szezonmunka kolónia lehetett és később vált állandó településsé, melynek lakói Dzsidafalva, Tamásfalva és Domafalva településekről érkeztek ide, vagy hegyvidéki bujdosók voltak, kik közt több székelyföldi bujdosó is lehetett. Az 1992-es népszámlálás adatai szerint Kelgyest lakosainak száma 3779, melyből római katolikus volt 3760. Magyarnak mindössze 4 fő vallotta magát, noha a magyar nyelvet beszélők száma ennél jóval magasabb.